# Globotinski potok
Globotinski potok je potok, ki teče skozi vas Globotinje ob Sotli in je desni pritok reke Sotla, mejne reke med Slovenijo in Hrvaško.  